# خوان تورالس
خوان تورالس (اسپانیایی: Juan Torales‎؛ زادهٔ ۹ مارس ۱۹۵۶) بازیکن فوتبال اهل پاراگوئه بود.
از باشگاه‌هایی که در آن بازی کرده‌است می‌توان به باشگاه فوتبال لیبرتاد اشاره کرد.
وی همچنین در تیم ملی فوتبال پاراگوئه بازی کرده‌است.